# ISO 9899
El estándar internacional ISO 9899, fue creado por ISO (Organización Internacional de Normalización) con el objetivo de promover la portabilidad de los programas en C en varios sistemas de procesamiento de datos. Está direccionado a la utilización de los ejecutores y los programadores.      

## Alcance
Este estándar determina la forma en la cual se interpreta los programas en el lenguaje de programación C en los siguientes apartados:
- La representación de programas escritos en C.

- La sintaxis y restricciones de C.

- Las reglas semánticas para interpretar programas en C.

- La representación de los datos de salida resultantes de programas de C.

- Las restricciones y limitaciones impuestas de acuerdo a la implementación de C.

Este estándar Internacional no determina:
- El mecanismo mediante los programas de C son transformados por un sistema de procesamiento de datos.

- El mecanismo mediante los programas de C son invocados por un sistema de procesamiento de datos.

- El mecanismo por el cual los datos son transformados para su uso en programas de C.

- El mecanismo por el cual los datos son transformados tras haber sido producidos por un programa de C.

- El tamaño o la complejidad de un programa y sus datos que excederán la capacidad de cualquier sistema de procesamiento de datos específico o la capacidad de un procesador particular.

- Todos los requisitos mínimos de un sistema de procesamiento de datos que sea capaz de soportar implementación conforme.